# Bola 8 Mágica
A Bola 8 Mágica (Magic 8 Ball) é uma esfera de plástico, feita para se parecer com uma bola oito de tamanho grande, que é usada para adivinhação ou busca de conselhos. Ela foi inventada em 1946 por Albert C. Carter e Abe Bookman e atualmente é fabricada pela Mattel. O usuário faz uma pergunta de sim ou não para a bola e, em seguida, vira-a para revelar uma resposta que flutua em uma janela.

## Origem
O componente funcional da Magic 8 Ball foi inventado por Albert C. Carter, que foi inspirado por um dispositivo de escrita espiritual usado por sua mãe Mary, uma clarividente de Cincinnati. Quando Carter abordou o proprietário de loja, Max Levinson, sobre a possibilidade de estocar o dispositivo, Levinson chamou Abe Bookman, seu cunhado formado pelo Ohio Mechanics Institute. Em 1944, Carter solicitou uma patente para o dispositivo cilíndrico, atribuindo-o em 1946 a Bookman, Levinson e outro sócio no que veio a ser a Alabe Crafts, Inc., combinando os nomes dos fundadores, Albert e Abe. A Alabe comercializou e vendeu o cilindro com o nome Syco-Slate. Carter morreu algum tempo antes de a patente ser concedida em 1948. Bookman aprimorou o Syco-Slate e, em 1948, ele foi envolto em uma bola de cristal iridescente. Embora não tenha sido bem-sucedido, o produto renovado chamou a atenção da Brunswick Billiards, de Chicago, que, em 1950, encomendou à Alabe Crafts uma versão na forma de uma bola 8 tradicional em preto e branco, que possivelmente foi inspirado em uma piada do curta-metragem dos Três Patetas de 1940, You Nazty Spy!.

## Impacto Cultural
Embora originalmente vendida como um peso de papel, a Bola 8 Mágica permaneceria popular por várias décadas como um brinquedo de escritório e um brinquedo infantil.
Em 1971, a Bookman vendeu a Alabe Crafts, Inc. para a Ideal Toys, que promoveu a bola principalmente para crianças. Em 1987, os direitos foram novamente vendidos para a Tyco Toys, estimulando outra campanha de marketing e o ressurgimento do interesse. A Tyco Toys foi adquirida pela Mattel, a atual fabricante, em 1997. Apesar de seus inúmeros proprietários, a Bola 8 Mágica mudou pouco em termos de design e implementação.

## Design e uso

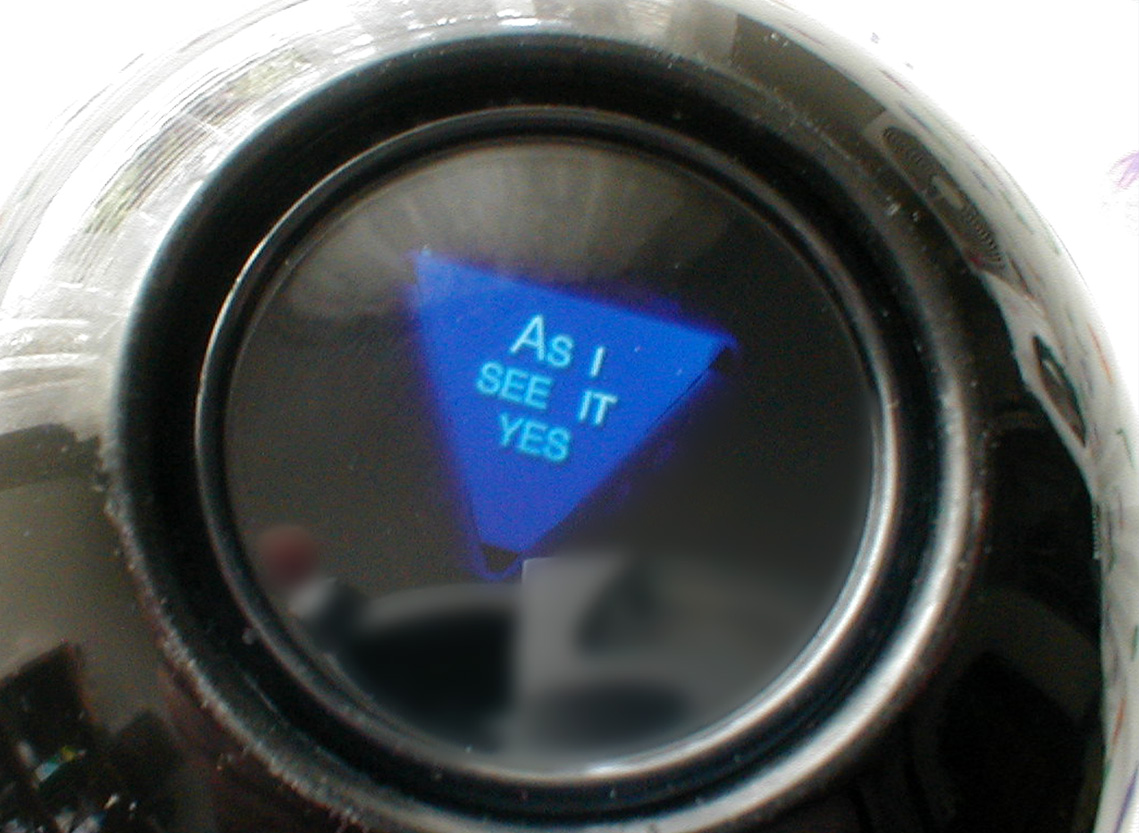
Uma das possíveis respostas da Bola 8 Mágica.

A Bola 8 Mágica é uma esfera plástica oca que se assemelha a uma bola 8 em preto e branco. Seu tamanho padrão é maior que o de uma bola de bilhar comum, mas ela foi fabricada em tamanhos diferentes. Dentro da bola, um reservatório cilíndrico contém um dado de plástico branco de 20 lados flutuando em aproximadamente 100 ml (3+1⁄2 US fl oz) de álcool tingido de azul escuro. Cada uma das 20 faces do dado tem uma declaração afirmativa, negativa ou não comprometedora impressa em letras em relevo. Essas mensagens são lidas por meio de uma janela na parte inferior da bola.
Para usar a esfera, ela deve ser segurada com a janela inicialmente voltada para baixo para permitir que o dado flutue dentro do cilindro. Depois de fazer uma pergunta de sim ou não à bola, o usuário gira a bola de modo que a janela fique voltada para cima. O dado flutua até o topo e uma face é pressionada contra a janela; as letras em relevo deslocam o líquido azul para revelar a mensagem como letras brancas em um fundo azul. Embora a maioria dos usuários agite a bola antes de virá-la para cima, as instruções advertem que isso não deve ser feito para evitar bolhas brancas.
Embora a Bola 8 Mágica tenha sofrido poucas alterações, uma adição em 1975 pelos novos proprietários, a Ideal Toy Company, corrigiu o problema da bolha. O "agitador de dados sem bolhas" patenteado, um funil invertido, redirecionou o ar preso em seu interior. A solução vem sendo utilizada desde então.

### Respostas possíveis
Uma Bola 8 Mágica padrão tem vinte respostas possíveis, incluindo dez respostas afirmativas (●), cinco respostas não comprometedoras (●), e cinco respostas negativas(●).
| ● É certo ● É claramente verdade ● Sem dúvida ● Definitivamente sim ● Pode contar com isso | ● Na minha opinião, sim ● Provavelmente ● Perspectiva boa ● Sim ● Os sinais apontam que sim | ● Resposta confusa, tente novamente ● Pergunte novamente mais tarde ● Melhor não te contar agora ● Não é possível prever agora ● Concentre-se e pergunte novamente | ● Não conte com isso ● Minha resposta é não ● Minhas fontes dizem que não ● Perspectiva não muito boa ● Duvido muito |

## Patentes
- Patente E.U.A. 2 452 730—
- Patente E.U.A. 3 119 621
- Patente E.U.A. 3 168 315